# Leptotyphlops vellardi
Leptotyphlops vellardi este o specie de șerpi din genul Leptotyphlops, familia Leptotyphlopidae, descrisă de Laurent 1984. Conform Catalogue of Life specia Leptotyphlops vellardi nu are subspecii cunoscute.